# Indiexpo
indiexpo è un sito di hosting solo per video giochi gratuiti da giocare in browser o scaricabili per PC, Linux o MAC con funzioni simili ad un social. La prima versione del sito fu resa disponibile il primo marzo 2011, solo in Italia, come spazio virtuale per videogiochi indipendenti sviluppati usando Rpg Maker e Game Maker. Al 2020 il sito è tradotto in 20 lingue e ospita giochi di ogni tipo e genere.

## Storia

### 2011–2015
La prima versione del sito di indiexpo è stata resa disponibile online nel 2011, con il nome di freankexpo.net ed annunciata nel principale e più frequentato forum italiano di Rpg Maker. La prima versione aveva solo funzioni di base che includevano un sistema di registrazione degli utenti e il caricamento dei giochi direttamente da parte dei loro autori o fan. La sua diffusione ha successivamente coinvolto anche altre comunità di sviluppo giochi italiani, soprattutto riguardo RPG Maker e Game Maker. Il sito fu velocemente tradotto anche in inglese durante il maggio del 2011, in tedesco durante settembre dello stesso anno e in francese e in spagnolo l'anno successivo. La traduzione fu curata direttamente dai primi giocatori e sviluppatori che iniziavano ad usare il sito.
Durante il 2013 il sito ha visto aumentare la sua crescita e venivano caricati ogni giorno molti indie games sviluppati usando anche altri  programmi per lo sviluppo dei giochi, come Unity 3D, Unreal Engine e Construct. L'area principale del sito era la classifica, con tutti i giochi ordinati secondo il punteggio assegnato dagli altri utenti.
I giochi erano adatti ad ogni tipo di sistema operativo e il sito fu considerato uno delle principali piattaforme per scaricare giochi gratuiti per Linux.

### 2016–oggi
All'inizio del 2016 il sito fu totalmente riscritto e rinominato indiexpo, diventando un portale di giochi con un sacco di nuove funzioni e con un design totalmente nuovo e più moderno. 
indiexpo iniziò ad accettare anche giochi per browser in HTML5 nel mese di febbraio e, durante il mese di marzo, fu aperta l'area "eventi". Nello stesso anno, durante il mese di settembre, furono introdotte anche altre nuove funzioni, come la possibilità di inserire hashtag da poter usare nei commenti o nella descrizione del gioco, nuove classifiche e nuove statistiche per i giochi.
Durante il mese di agosto, iniziarono i test su un sistema di API, che permettevano a tutti gli sviluppatori di creare automaticamente una classifica online riguardo ai propri giochi.
Ispirato da Ready Player One, il sito organizzò delle cacce al tesoro in diversi giochi, utilizzando la nuova funzione delle classifiche online inserite. Durante il mese di giugno fu anche introdotta la possibilità di incorporare un gioco nel proprio blog o sito web personale, con un sistema molto simile a quello usato da YouTube.
Nel 2017, il sito iniziò ad essere usato anche da diversi sviluppatori famosi che si stavano approcciando al mondo degli indie games, come ad esempio Mario Marquardt, uno degli autori di Assassin's Creed Chronicles e Pierre Leclerc, uno degli sviluppatori presso la Electronic Arts.
Durante il mese di marzo 2018, sul sito iniziarono ad essere rilasciati i primi giochi in esclusiva temporanea e successivamente venne introdotto e migliorato un algoritmo di apprendimento automatico che consigliava i giochi più adatti ai giocatori sulla base delle loro attività.
Il sito è tradotto in 20 lingue, incluse lingue orientali come giapponese, cinese e coreano, aggiunte durante il 2018 e 2019. Nel 2020, segnando un primato per i siti di questo genere, è stato tradotto anche nella lingua persiana.
Nel 2021, a seguiti di numerose richieste da parte degli utenti, è stata introdotta la possibilità di verificare il proprio account così da avere l'effettiva certezza che un gioco fosse stato caricato dall'effettivo autore. Verso la fine dell'anno il sito ha continuato la sua espansione nei paesi dell'Asia, venendo tradotto anche in Filippino e Tailandese.

## Funzionalità

### Machine learning
Indiexpo ha sviluppato un complesso sistema di consigli personalizzati su giochi da giocare basato sulle valutazioni, i commenti e le attività dei giocatori. Il sistema di raccomandazione di indiexpo abbraccia vari approcci algoritmici come il reinforcement learning, le reti neurali, la causal modelling, i modelli grafici probabilistici, la matrix factorization, gli insiemi ed i banditi. Ogni volta che un utente registrato accede al sito, il sistema di consigliati stima la probabilità che un utente giochi ad un determinato gioco in base alle sue attività precedenti.

### indiepad
Durante il 2017 fu rilasciata per il sistema Android un'applicazione collegata al sito chiamata indiepad, la quale permetteva di trasformare il proprio smartphone in un controller e giocare diversi giochi caricati su indiexpo.
Quando un gioco compatibile viene avviato, l'utente ha la possibilità di scannerizzare il codice QR e collegare il proprio telefono al gioco in questione. Questa funzione ricevette molto supporto dalla società Scirra, proprietaria del motore di gioco Construct.
La particolarità di questo sistema, per gli sviluppatori, è la sua facilità di implementazione, infatti non è necessario modificare il codice del proprio gioco, ma è possibile integrare questo tipo di gamepad direttamente al momento del caricamento sul sito.
È particolarmente adatto a giochi multigiocatore in locale, permettendo la configurazione fino ad un massimo di 4 giocatori.

### indiexpo Doodle
Similmente al Google Doodle, l'indiexpo Doodle è una speciale e temporanea alterazione del logo di indiexpo nella barra di ricerca del sito al fine di commemorare eventi a tema nerd o in ambito videoludico, obiettivi raggiunti e note figure storiche nell'industria videoludica. Ad esempio il logo è stato alterato durante l'ultimo torneo mondiale di scacchi, all'inizio dell'ultima stagione de Il Trono di Spade, durante l'anniversario dell'Atari e Pacman, per commemorare Ironman nel film Avengers: Endgame, durante l'ultima stagione de L'attacco dei giganti.

### Hashtag
Durante il 2016 è stata introdotta la possibilità di etichettare la descrizione di un gioco con l'uso di uno o più hashtag: parole o combinazioni di parole concatenate precedute dal simbolo cancelletto ("#"), similmente a Twitter. Etichettando un messaggio con un hashtag si crea un collegamento ipertestuale a tutti i giochi recenti che citano lo stesso hashtag.
Allo stesso modo, "@" (chiocciola) seguito da un nome utente viene utilizzato per menzionare o rispondere ad altri utenti..
Questa funzione è stata poi estesa anche ai commenti ed agli aggiornamenti dei giochi.

## Campagne kickstarter
indiexpo non ha mai promosso una propria campagna kickstarter ma ha aiutato diverse volte i team più piccoli ad ottenere visibilità e diffondere le loro iniziative. Le più rilevanti sono state relativamente ai giochi Landflix Odyssey, Ayo The Clown, Justin Wack and the Big Time Hack e Freud's Bones.